# Engganobeo
De engganobeo (Gracula religiosa enganensis) is een zangvogel uit de familie Sturnidae (spreeuwen). De vogel is in 1892 door de Italiaanse vogelkundige Tommaso Salvadori wetenschappelijk beschreven. Eerder werd deze vogel beschouwd als een aparte soort maar bij een taxonomische herziening in 2025 is het (weer) een ondersoort geworden van de grote beo.

## Verspreiding en leefgebied
Het is een endemische (onder)soort op het eiland Enggano en nabijgelegen eilanden, die liggen voor de westkust van Sumatra.